# Piscine Henry-de-Montherlant
 (juillet 2014).
Si vous disposez d'ouvrages ou d'articles de référence ou si vous connaissez des sites web de qualité traitant du thème abordé ici, merci de compléter l'article en donnant les références utiles à sa vérifiabilité et en les liant à la section « Notes et références ».
La piscine Henry-de-Montherlant est une piscine du 16e arrondissement de Paris, située au 32, boulevard Lannes.

## Histoire
Elle tire son nom d’Henry de Montherlant (1895-1972), homme de lettres français qui glorifia le sport.
Cet établissement n’est pas situé à proximité de la place Henry-de-Montherlant (7e arrondissement), place qui a reçu ce nom en 1982.
Cette piscine dispose d'un bassin de natation de 25 × 15 mètres, et d'un bassin d'apprentissage de 15 × 6 mètres.
Cette piscine occupe un bâtiment parallèle à l’avenue Chantemesse.